# Exergaming
Exergaming oder Exer-Gaming (Kofferwort aus dem englischen Wort „exercise“ für  „Übung“ und „Gaming“), auch Fitnessspiel genannt, ist ein Begriff für Computerspiele, die zu körperlichen Bewegungen und Reaktionen auffordern. Damit unterscheidet es sich von Computerspielen, die meist sitzend mit Tastatur und Maus oder einem Gamepad gespielt werden, und setzt stattdessen auf verschiedene Bewegungssensoren  (Beschleunigungssensor, Drucksensor), Bilderkennungsverfahren und Motion Capture.

## Geschichte

### 1980er-Jahre

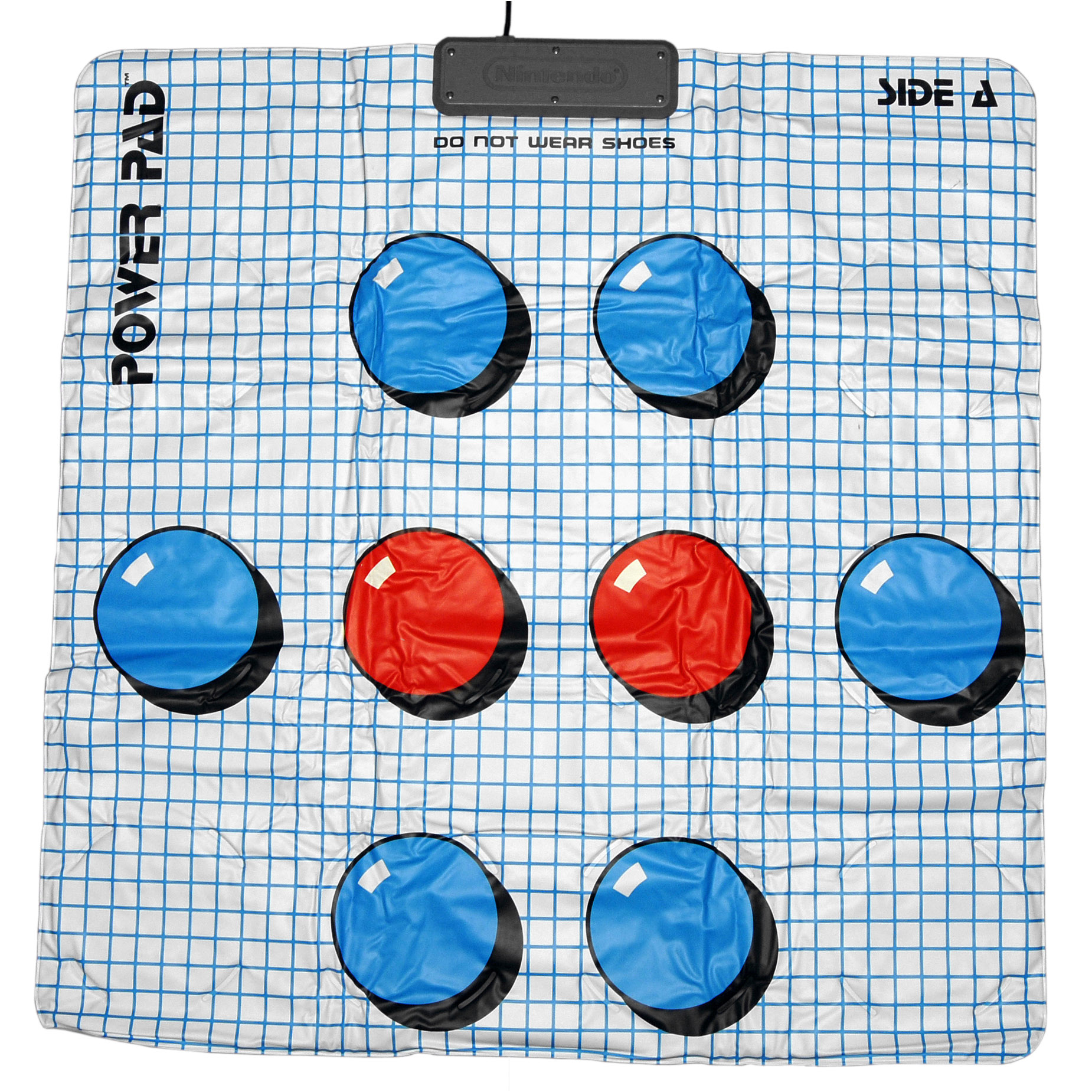
Die Powerpad-Matte

Die Wurzeln des Genres finden sich in Spielen, die in den späten Achtzigern veröffentlicht wurden, darunter das Power Pad (oder Family Trainer), das 1986 für das Nintendo Entertainment System (NES) veröffentlicht wurde und Foot Craz, das 1987 für den Atari 2600 veröffentlicht wurde. Viele Exergames erschienen als Arcade-Spiel, bevor sie auch im Heimbereich erschwinglich wurden.
Als in den 1980er-Jahren erstmals Virtual Reality bekannt wurde, erschienen auch entsprechende Exergaming-Systeme. Pionier in diesem Bereich war Autodesk, der zwei Systeme entwickelte, den HighCycle und den Virtual Racquetball. Der HighCycle war ein Heimtrainer, mit dem ein Benutzer durch eine virtuelle Landschaft treten konnte. Virtual Racquetball verfolgte die Position und Orientierung eines tatsächlichen Schlägers, mit dem ein virtueller Ball in einer virtuellen Umgebung getroffen wurde. Diese Umgebung wurde mit einem anderen Benutzer geteilt, der mit einem anderen verfolgten Schläger ausgestattet war, so dass die zwei Benutzer einander über Telefonleitungen spielen konnten. In beiden Systemen konnten die Benutzer die VPL-Kopfhörer tragen, ein frühes Head-Mounted-Display für die virtuelle Realität.
Das erste auf den Markt gebrachte Exergaming-System, was sich selbst als dies bezeichnete, war der Computrainer von 1986. Als Trainings- und Motivationstool konzipiert, ermöglichte der Computrainer den Benutzern, durch eine virtuelle Landschaft zu gleiten, die auf einem Nintendo Entertainment System erzeugt wurden, während Daten wie Leistungsabgabe und Trittfrequenz überwacht wurden.

### 1990er-Jahre

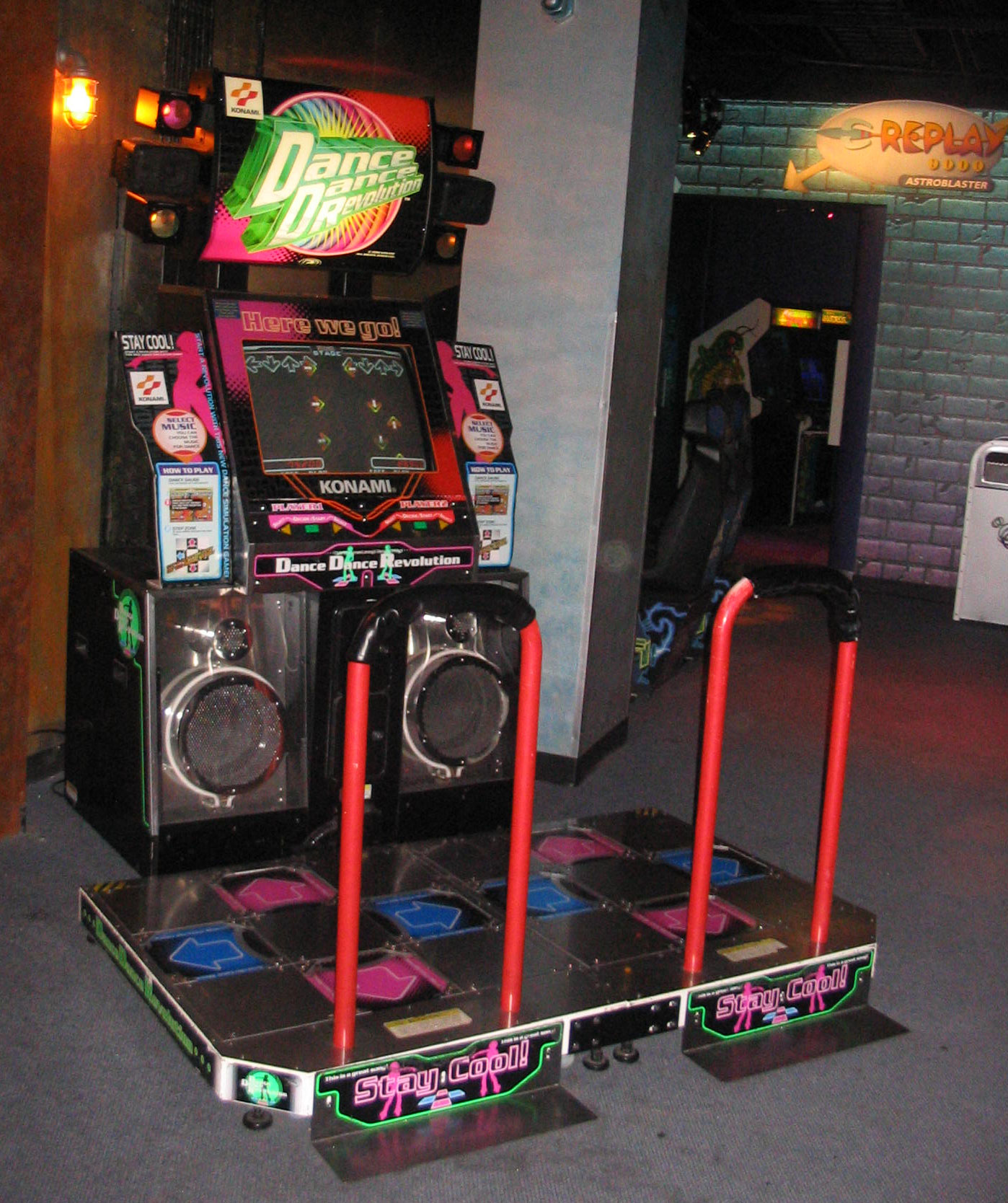
Das Tanzspiel Dance Dance Revolution

In den 1990er-Jahren stieg das Interesse von Virtual Reality-Technologien auf High-End-Fitnessgeräte um. Life Fitness und Nintendo haben sich zusammengeschlossen, um das Exertainment-System zu entwickeln. Precor hatte ein LCD-basiertes Fahrradprodukt und Universal hatte mehrere CRT-basierte Systeme auf den Markt gebracht. Das Netpulse-System bat Benutzern die Möglichkeit, während des Trainings im Internet zu surfen. Fitlinxx führte ein System ein, das Sensoren an Gewichtsmaschinen verwendete, um den Benutzern eine automatische Rückmeldung zu geben.
1998 wurde Konamis Dance Dance Revolution veröffentlicht, welches das erste größere Tanzspiel im Heimanwenderbereich war und sich über drei Millionen Mal verkaufte.

### 2000er-Jahre
Im Jahr 2000 führte das britische Startup-Unternehmen Exertris ein interaktives Gaming-Bike im Sport- und Fitnessmarkt ein, was dazu führte, dass später auch weitere Hersteller neue Trainingsgeräte auf den Markt brachten.
2005 erschien für die PlayStation 2 das Zubehör EyeToy, welches eine Kamera ist, die in der Lage ist die Bewegungen des Spielers zu erfassen und sie im Spiel umzusetzen. Es hat sich über zehn Millionen Mal verkauft. 2006 wurde Gamercize eingeführt, das traditionelle Fitnessgeräte mit Spielekonsolen kombiniert.
Die Nintendo Wii erschien im Jahr 2006 und ermöglichte eine Bewegungssteuerung mit der Wiimote und anderen Zubehör. Ende 2007 veröffentlichte Nintendo das Exergame Wii Fit, bei dem das neue Peripheriegerät, das Wii Balance Board, zum Einsatz kam. Wii Fit hat sich über 21 Millionen Mal verkauft und brachte die Nachfolger Wii Fit Plus und Wii Fit U heraus. 2007 wurde der Begriff in das Collins English Dictionary aufgenommen.

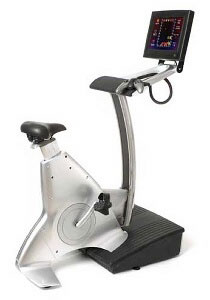
Das Exertis-Fahrrad war einer der ersten Exergaming-Fahrräder
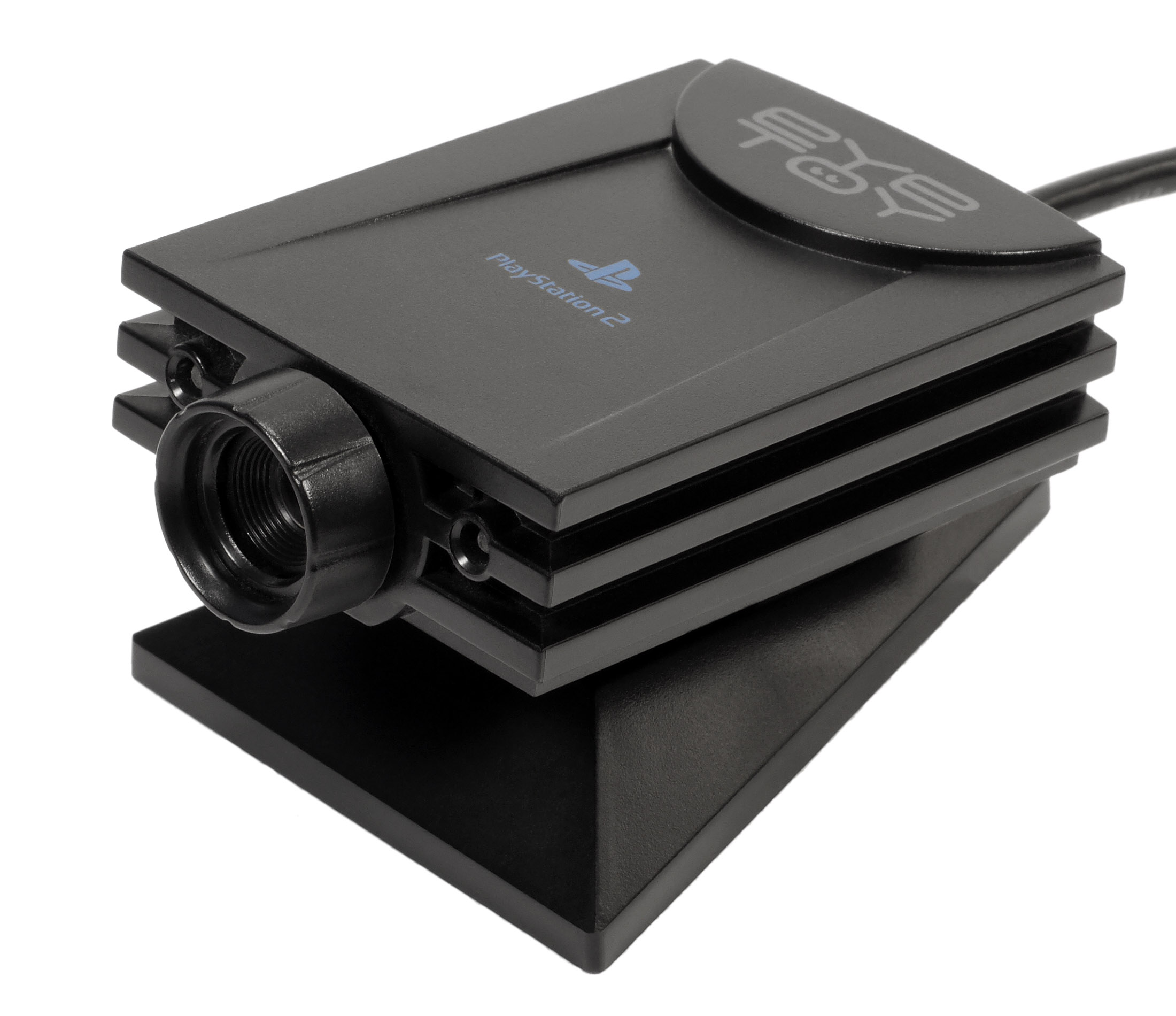
Die EyeToy-Kamera der PlayStation 2.
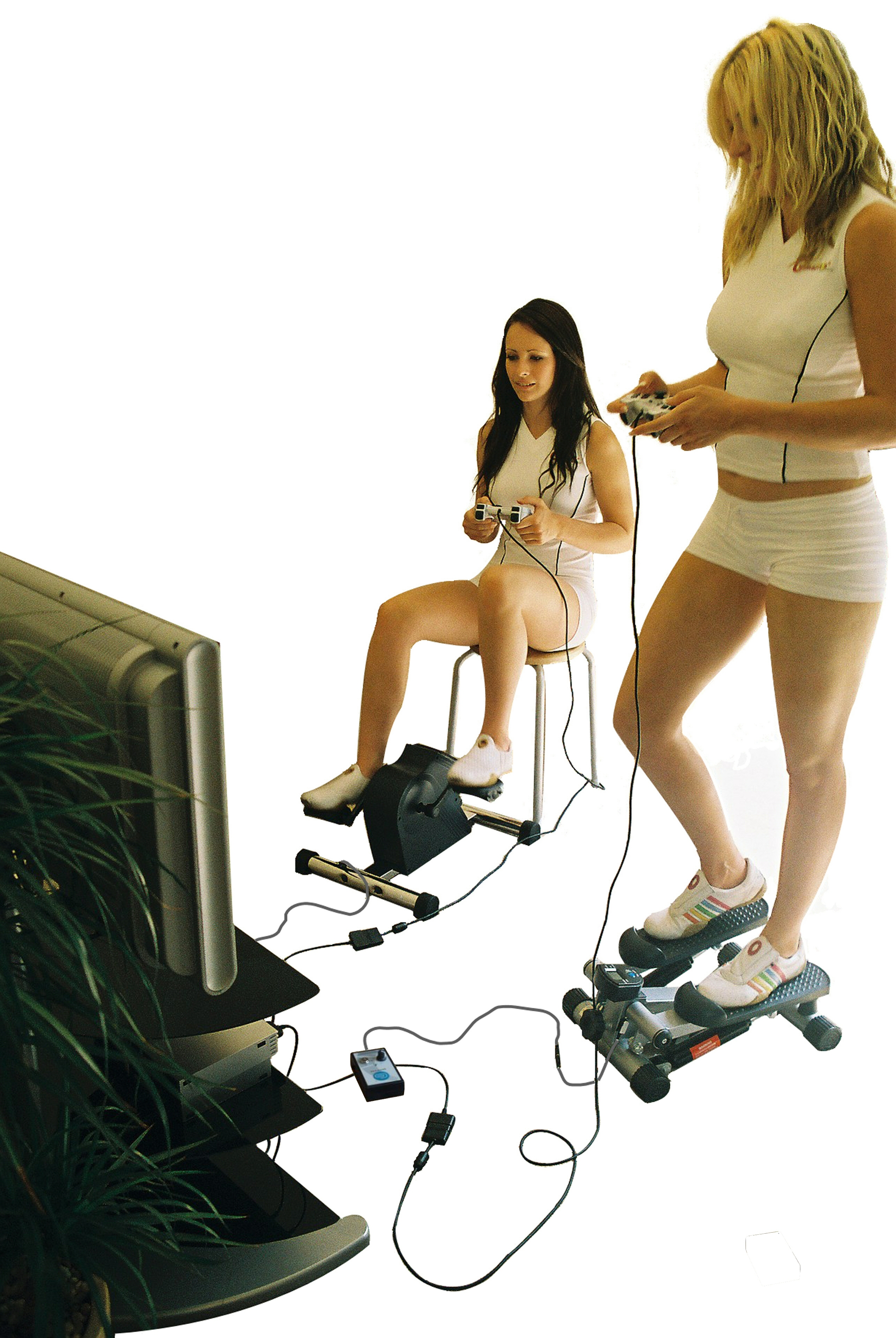
Gamercize für die PlayStation 2
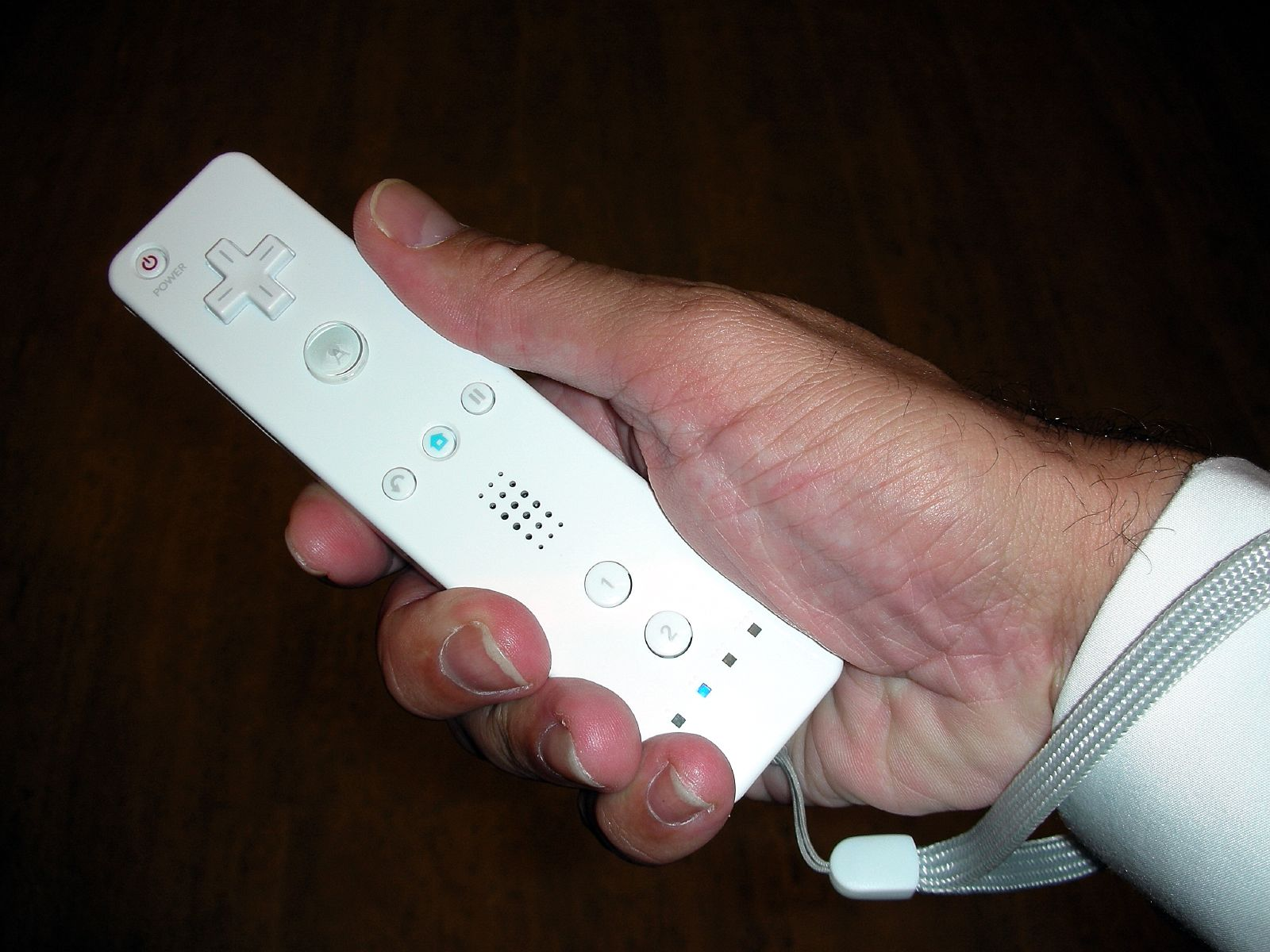
Die Wii-Fernbedienung.
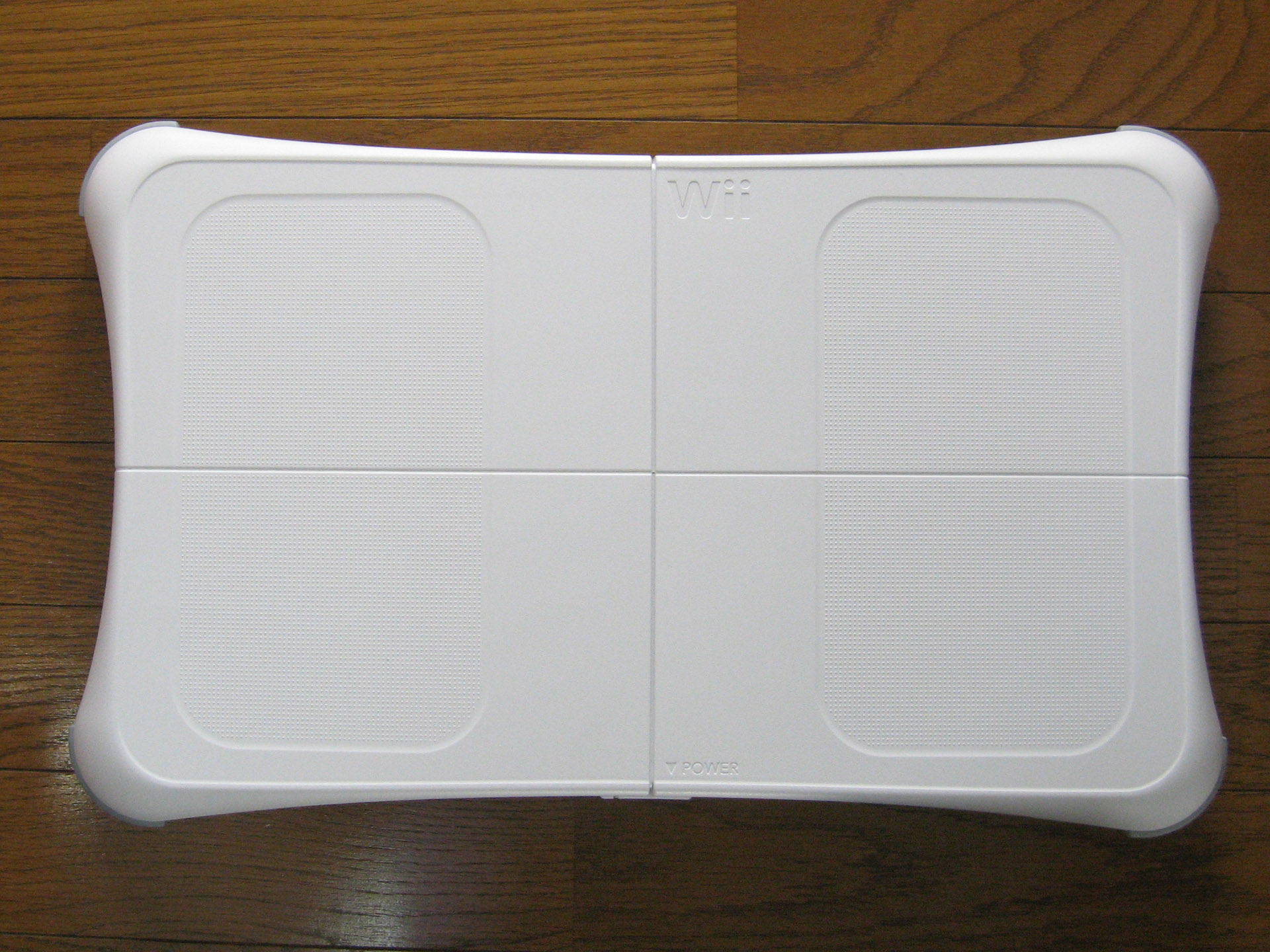
Das Wii-Balance-Board.

### 2010er-Jahre
Mit der Einführung der Kinect für die Xbox 360 im Jahr 2010 wurde die controllerlose Raumerfassung mit einer speziellen Kamera populär. Am 15. September 2010 wurden erstmals die PlayStation-Move-Controller veröffentlicht, die ähnlich wie die Wii-Fernbedienung funktionieren.
Es folgten viele Fitnesstracker, die sowohl im Gaming als auch außerhalb populär wurden. Ebenfalls wurde eine Reihe an Augmented-Reality-Apps für das Smartphone veröffentlicht, wie zum Beispiel Ingress im Jahr 2013 und Pokémon Go im Jahr 2016. Durch das Aufkommen von Head-Mounted Displays wie der Oculus Rift, HTC Vive, PlayStation VR und Samsung Gear, wurde Exergaming auch zum Teil der virtuellen Realität und der Virtuellen Rehabilitation/Training. Dadurch soll mehr Immersion und 360-Grad-Interaktionen mit dem Kopf entstehen. Dafür werden auch spezielle Peripheriegeräte wie das omnidirektionale Laufband Cyberith Virtualizer verwendet.

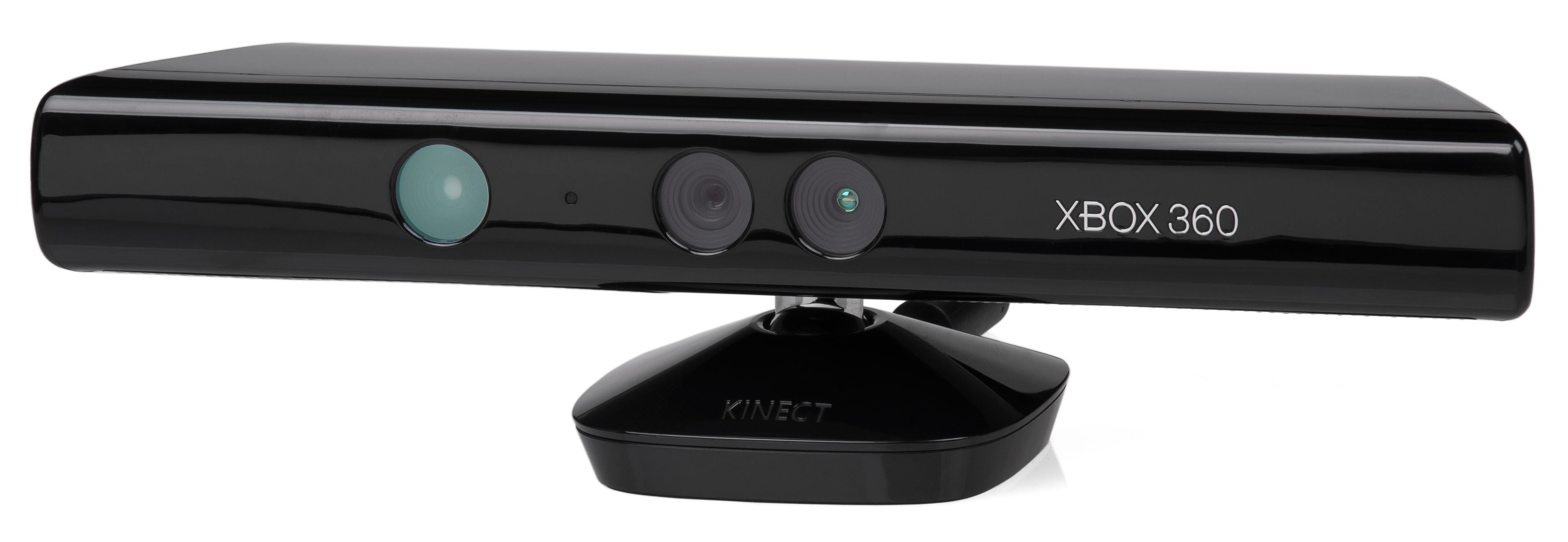
Die Kinect macht das controllerlose Exergaming populär
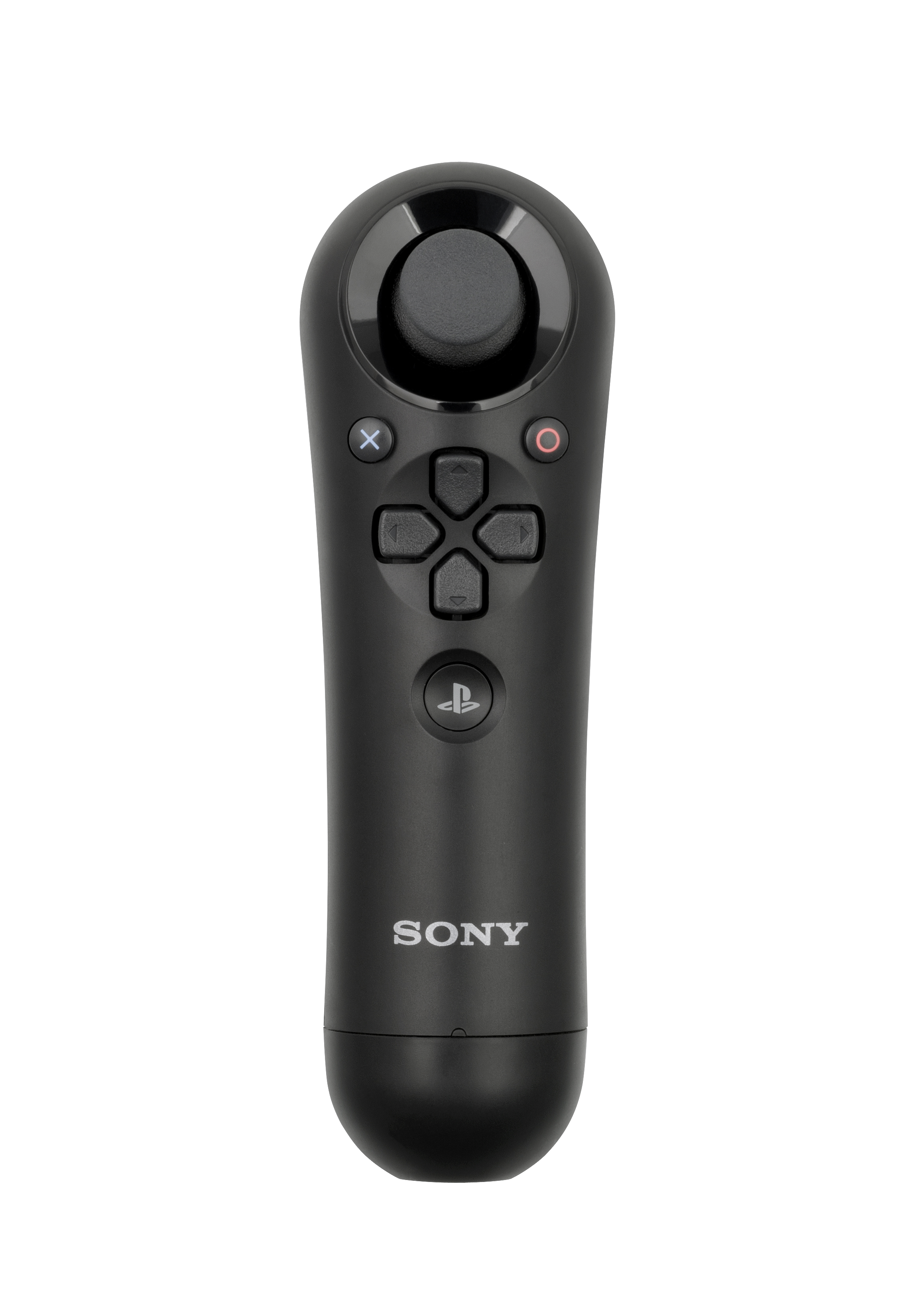
Der PlayStation Move-Controller.
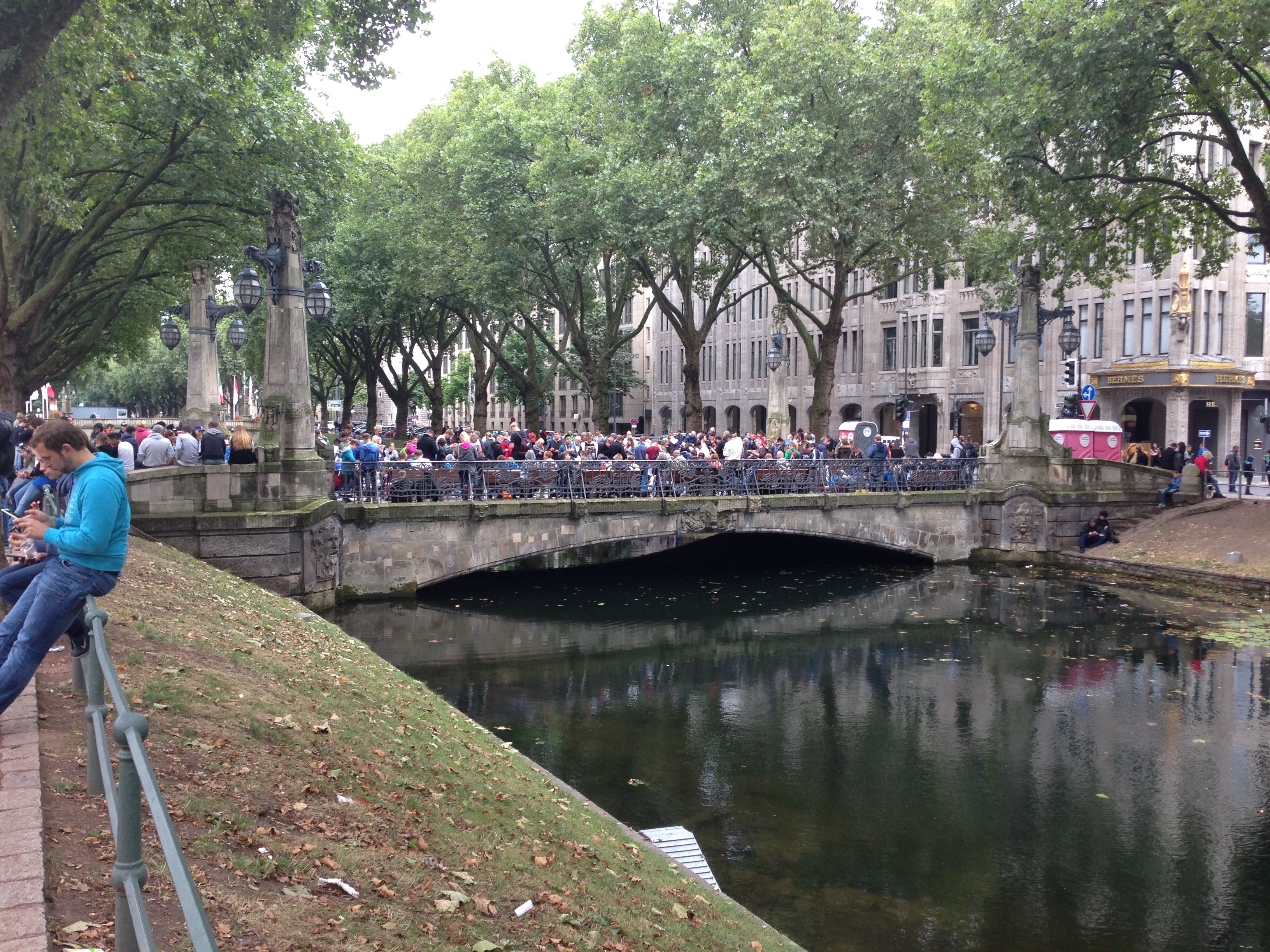
Pokemon Go-Spieler in der Düsseldorfer Königsallee 2016
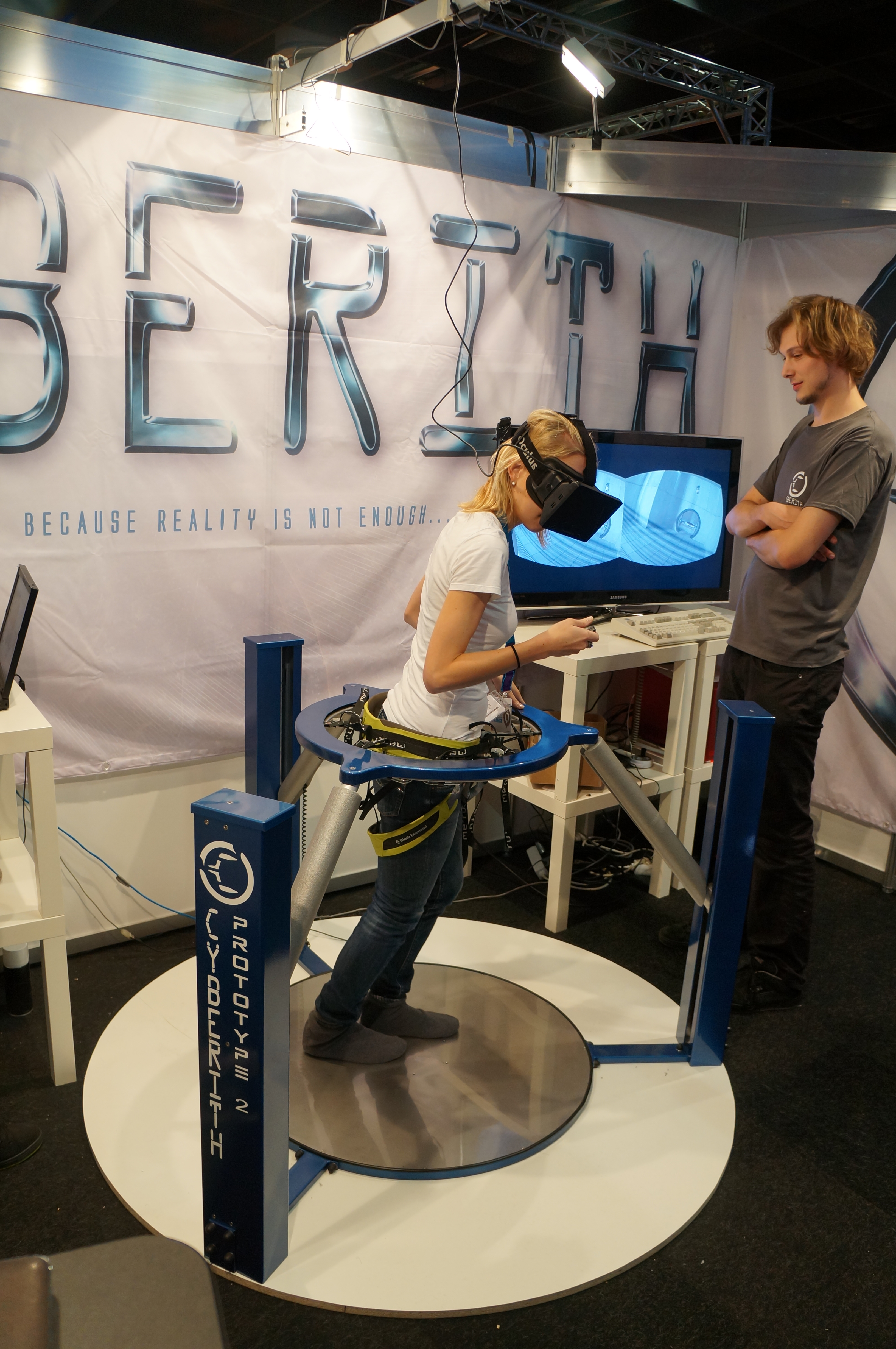
Ein omnidirektionales Laufband mit Oculus Rift, der Cyberith Virtualizer, auf der Gamescom 2013

## Bekannte Vertreter
- Beat Saber
- Dance Dance Revolution
- Fruit Ninja
- Ingress
- Just Dance (Spieleserie)
- Kinect Adventures!
- Mario Party (Spieleserie)
- Michael Jackson – The Experience
- Nintendo Land
- Nintendo Switch Sports
- Pokemon Go
- Ring Fit Adventure
- Wii Sports
- Wii Fit
- Wii Fit Plus
- Wii Fit U
- Wii Music
- Wii Party
- Wii Play
- Wii Sports Resort

## Wirksamkeit und Forschung
Laborstudien haben gezeigt, dass einige Exergames einen geringen Teil zur körperlichen Aktivität beitragen können. Eine Auswertung von 10 randomisierten kontrollierten Studien aus dem Jahr 2018 ergab, dass bei übergewichtigen Kindern Exergaming zu einer geringen Reduktion des Body-Mass-Index führen kann.
Seit 2016 wurde Exergaming für Menschen mit neurologischen Beschwerden in 140 kleinen klinischen Studien an Menschen jeden Alters untersucht, um herauszufinden, ob Exergaming dieser Gruppe helfen kann, genug Bewegung zu bekommen und ihre Gesundheit zu erhalten. Es stellte sich heraus, dass Exergaming wegen geringer Kosten, dem spielerischen Ansatz und der einfachen Zugänglichkeit attraktiv zu sein scheint. Darüber hinaus lege Studien nahe, dass Exergaming gerade bei Älteren eine positive Wirkung auf das subjektive Schmerzempfinden und das Wohlbefinden haben kann.
Mehrere Studien legen dar, das Exergaming zu Verbesserungen bei kognitiven Beeinträchtigungen wie der Alzheimer-Krankheit/Demenz und ADHS und psychischen Beeinträchtigungen wie der Depression führen kann. Exergaming wird neben dem Heimbereich daher auch im Gesundheits- und Sozialwesen und Fitnessstudios praktiziert.